# Manijeh Hekmat
Manijeh Hekmat (en persan : منیژه حکمت), née en 1962 à Arak est une réalisatrice, productrice et scénariste iranienne.

## Carrière

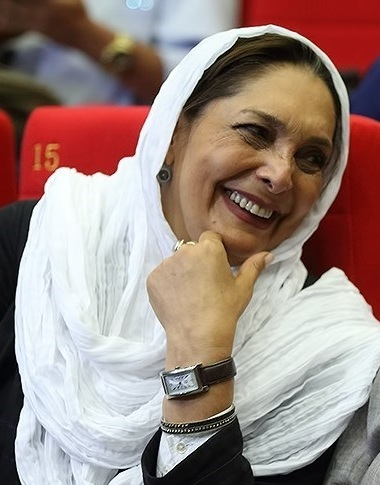
Manijeh Hekmat en 2014.

Manijeh Hekmat commence le cinéma à l'âge de 14 ans et réalise 3 films amateurs en 8 mm,.
Sa carrière professionnelle démarre en 1980 en tant que scénariste et assistante réalisatrice, poste qu'elle occupe sur onze films.
Son premier long-métrage, Zendan-e Zanan (littéralement « Prison de femmes ») lui vaut de nombreux prix internationaux et il est présenté dans plus de 80 festivals en Iran et ailleurs. En 2008 elle termine son deuxième long-métrage, 3 Zan (ou Seh Zan ; littéralement « Trois femmes »), lui aussi distingué internationalement. 
Après cela, elle arrête de réaliser durant une longue période, travaillant comme productrice et distributrice. Durant ce temps, elle produit plusieurs films dont Dokhtari ba kafsh-haye-katani (littéralement « La Fille en baskets ») et Bunch of Glass (littéralement « Un tas de verre ») qui sont aussi récompensés.
Une décennie après 3 Zan, Manijeh Hekmat réalise son troisième film de fiction, Jadeh Ghadim, avec les actrices Mahtab Keramati et Atila Pesyani. Le film expose les violences contre les femmes iraniennes.
Manijeh Hekmat est la mère de l'actrice Pegah Ahangarani, qui a été condamnée en 2013 à 18 mois de prison ferme, pour « des déclarations politiques et des interviews accordées à des médias hostiles étrangers ».
La réalisatrice fait partie de l'Agence de presse des étudiants iraniens (ISNA).

## Filmographie

### Réalisatrice
- 2002 : Zendan-e Zanan
- 2004 : Divar Boland (documentaire)
- 2008 : 3 Zan (ou Seh Zan)
- 2018 : Jadeh Ghadim

### Productrice
- 2002 : Zendan-e Zanan
- 2008 : 3 Zan (ou Seh Zan)
- 2009 : Sedaha
- 2010 : Poopak va Mash Mashallah
- 2010 : Chiz-haie hast keh nemidani
- 2011 : Vorood-e-Aghayan Mamnoo (productrice exécutive)
- 2014 : City of Mice 2
- 2015 : Shekaf
- 2018 : Jadeh Ghadim

### Scénariste
- 2002 : Zendan-e Zanan
- 2008 : 3 Zan (ou Seh Zan)
- 2018 : Jadeh Ghadim

## Distinctions
- Festival international du film de Rotterdam 2003 : Prix Amnesty International pour Zendan-e Zanan
- Festival international de films de Fribourg 2003 : Prix du jury œcuménique pour Zendan-e Zanan
- Festival international du film d'Amiens 2008 : Prix du meilleur film et Prix SIGNIS pour 3 Zan